# Isola Stewart
Stewart, conosciuta anche col nome māori Rakiura, con i suoi 1680 km² è la terza isola per estensione della Nuova Zelanda. Si trova 39 chilometri più a sud rispetto all'Isola del Sud, da cui è separata dallo stretto di Foveaux. La popolazione residente è di sole 408 persone, la maggior parte delle quali vive nell'insediamento di Oban.

## Storia
L'esploratore britannico James Cook fu il primo europeo ad avvistare l'isola, nel 1770, ma pensando che facesse parte dell'Isola del Sud la denominò South Cape. Solo nel 1809 l'isola venne cartografata accuratamente da William W. Stewart, un cacciatore di balene e navigatore col cui nome venne poi battezzata l'isola.
Il nome Maori dell'isola Stewart, Te Punga o Te Waka a Maui, la posiziona direttamente al centro della mitologia di quella popolazione. Si può infatti tradurre come l'ancora di pietra della canoa di Māui, con riferimento alla leggenda secondo la quale Māui e i suoi fratelli, mentre erano a bordo della loro canoa (l'Isola del Sud), pescarono e fecero affiorare in superficie un grosso pesce (l'Isola del Nord).
Rakiura è il nome Maori più noto e più comunemente usato; la parola può essere tradotta con cieli incandescenti, forse un riferimento ai tramonti per cui l'isola è famosa, o forse al fenomeno dell'aurora australe, che si verifica alle latitudini più meridionali.
Per alcuni, il nome Rakiura deriva dall'abbreviazione dell'espressione Te Rakiura a Te Rakitamau, cioè il grande rossore di Rakitamau, con riferimento ad un'altra leggenda maori: un capo che risiedeva sull'isola, chiamato Rakitamau, era sposato ad una giovane donna; quando questa si ammalò gravemente, implorò il marito di prometterle che lui avrebbe sposato la cugina di lei; dopo la morte della moglie, Rakitamau passò lo Stretto Foveaux per andare sull'Isola del Sud, dove risiedeva la cugina, ma scoprì che ella era già sposata. Il conseguente imbarazzo gli provocò un grande rossore, da cui la leggenda deriverebbe il nome dell'isola.

## Geografia
Circa l'85% della superficie dell'isola (157.000 ettari) fa parte del Parco nazionale Rakiura istituito nel 2002.
La parte settentrionale dell'isola è dominata dalla vallata paludosa del Freshwater River, che sorge vicino alla costa nord-occidentale e scorre fino a sfociare a sudest nella grande insenatura di Paterson Inlet. Il rilievo più elevato dell'isola è costituito dal Monte Anglem, alto 979 metri.
La parte meridionale dell'isola è più uniforme, con piccoli rilievi che vanno verso sud a partire dal Rakeahua River. Il punto più meridionale di questa piccola catena è il Monte Allen, alto 750 metri. La parte sud-orientale è più pianeggiante, mentre a sudovest si trova South West Cape, il punto più meridionale delle 3 isole principali che compongono la Nuova Zelanda.
Mason Bay, sulla costa occidentale, è una delle rarissime spiagge sabbiose dell'isola (le altre sono quasi tutte costituite da pietrisco); è stata avanzata l'ipotesi che si sia formata in seguito ad un impatto meteorico nel Mar di Tasman.
Intorno a Stewart Island si trovano numerose altre isole, tre di dimensioni ragguardevoli e le altre poco più di scogli. Le più grandi sono Ruapuke Island (nello Stretto Foveaux, 32 chilometri a nordest di Oban), Codfish Island (vicino alla costa nordoccidentale) e Big South Cape Island (al largo di South West Cape).

## Insediamenti
Come già accennato, l'unica città di Stewart è Oban, costruita sulla Half Moon Bay. Un precedente insediamento, Point Pegasus, si trovava sulla costa meridionale dell'isola. Oggi è disabitato ed è raggiungibile solo via nave o con un difficile trekking.

## Comunicazioni ed economia
C'è un servizio regolare di traghetti che collega Oban con Bluff e un servizio aereo con l'aeroporto di Invercargill. Gli aerei atterrano sulla spiaggia di Mason Bay.
L'industria principale di Stewart Island è la pesca, anche se una parte dell'economia dell'isola si basa su turismo, silvicoltura e agricoltura.

## Governo
L'isola fa parte della regione neozelandese di Southland anche se, come per altre isole, gode di alcuni privilegi.

## Fauna
L'isola ospita molte specie di uccelli, che prosperano grazie all'isolamento di Stewart Island ed alla mancanza di predatori. Fra questi vi sono i cacapò, i weka, i caca, albatri, pinguini, kiwi australi e i rari testa gialla. Sull'isola è presente anche una numerosa popolazione di cervi della Virginia, soprattutto nelle zone costiere, mentre nelle aree interne vi è una popolazione meno numerosa di cervi europei. 
Nelle sue acque risiede un gruppo di squali bianchi e non è difficile avvistare squali spinaroli e pinnipedi del genere Arctocephalus forsteri.

## Anomalia geomagnetica
A causa di un'anomalia nei contorni magnetici, l'isola è posizionata in modo eccellente per poter osservare il fenomeno delle aurore australi, che in teoria si dovrebbe verificare più a sud.

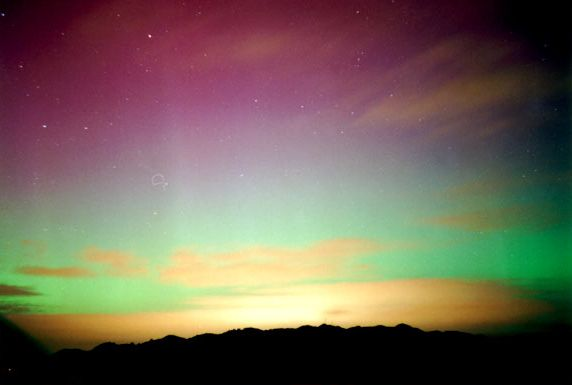
Aurora australe, immagine ripresa a Wellington, a 41 gradi di latitudine sud.